# La Quinta (Cuba)
La Quinta, también conocida como Quinta, es un pueblo y consejo popular de 1.026 habitantes en Camajuaní, Villa Clara, Cuba . Los pueblos más cerca son Romano, La Mano, Piedra, Aguijón, Matilde Blanquizal y La Flora .  

## Historia
El poblado de la Quinta data su fundación de 1875 en que Don Simón Méndez, Francisco Gómez del Olmo,José González Llanes y Blas Díaz levantaron las primeras viviendas. Antes de esto ya se menciona una iglesia católica en 1858, el ingenio Triana cerca de la Quinta en 1864, y el escuadrón de las fuerzas españolas lideradas por Francisco Gómez Olmo, terrateniente en La Quinta.En 1879 se mencionan las buenas vegas de Tabaco de este pueblo. En mayo de 1892 se celebra por primera vez la fiesta de la Cruz, tradición que todavía mantiene. En 1894 se termina de construir el ferrocarril en La Quinta. Al comenzar la guerra del 95 se registraron varios combates en la Quinta. Los más famosos el combate en San Lorenzo y la quema de las casas de Pablo Triana. En 1899 los asuntos de Sanidad correspondían al médico municipal y de la Quinta ( que era Ramón Blanco Castañeda). En el año de 1908 el poblado de La Quinta contaba con una población de 1272 habitantes. A 5km de Sagua la 
Grande. 
Alcalde de barrio: José González Lorenzo. 
Instrucción pública: Lutgardo Pérez, Hermesinda Urizondo. 
Barbería: José López. 
Bodegas: Antonio García y José López. 
Cantina y Billar: Salvador Burguet.
Panadería: Julián 
Acosta, Enríquez Mesa y Lucila Valdés. 
Tiendas de Ropa: Manuel Martínez y José Pérez del Valle. Cosecheros de 
Tabaco: Julián Acosta, Francisco Fernández, Antonio García, Braulio González Lorenzo, José González, Herederos de 
Juan Leal, Pablo Triana. Escogida de Tabaco: Francisco Fernández, Antonio García, Pablo Triana. 
Tiendas Mixtas: Julián Acosta, Vicente Hernández, Miguel JimenezManuel Martínez, Enrique Mesa, José Pérez Valle, y Ramón Vigil. 
Zapatería: Pompilio Consuegra. 
Según el censo Poblacional de 1919 la Quinta contaba con 1081 habitantes. Según el censo de 1931, La Quinta contaba con 1491 personas. Para 1942 Enrique Hernández Morales, del poblado Manacal registra su propia marca de Tabaco. Lo mismo sucede el 
17/2/1947 pero esta vez Don  PABLO ACUÑA RUIZ, TABACOS TORCIDOS, EN LA CLASE 14 DEL 
NOMENCLATOR OFL.Ese mismo día 
también registra su marca JULIO ABREU, figura mencionada en la historia de esta localidad. 

Juan Bruno Zayas, general de la Guerra de Independencia de Cuba, vivió un poco de tiempo en La Quinta y después en Vega Alta, un pueblo más norte en el municipio. 

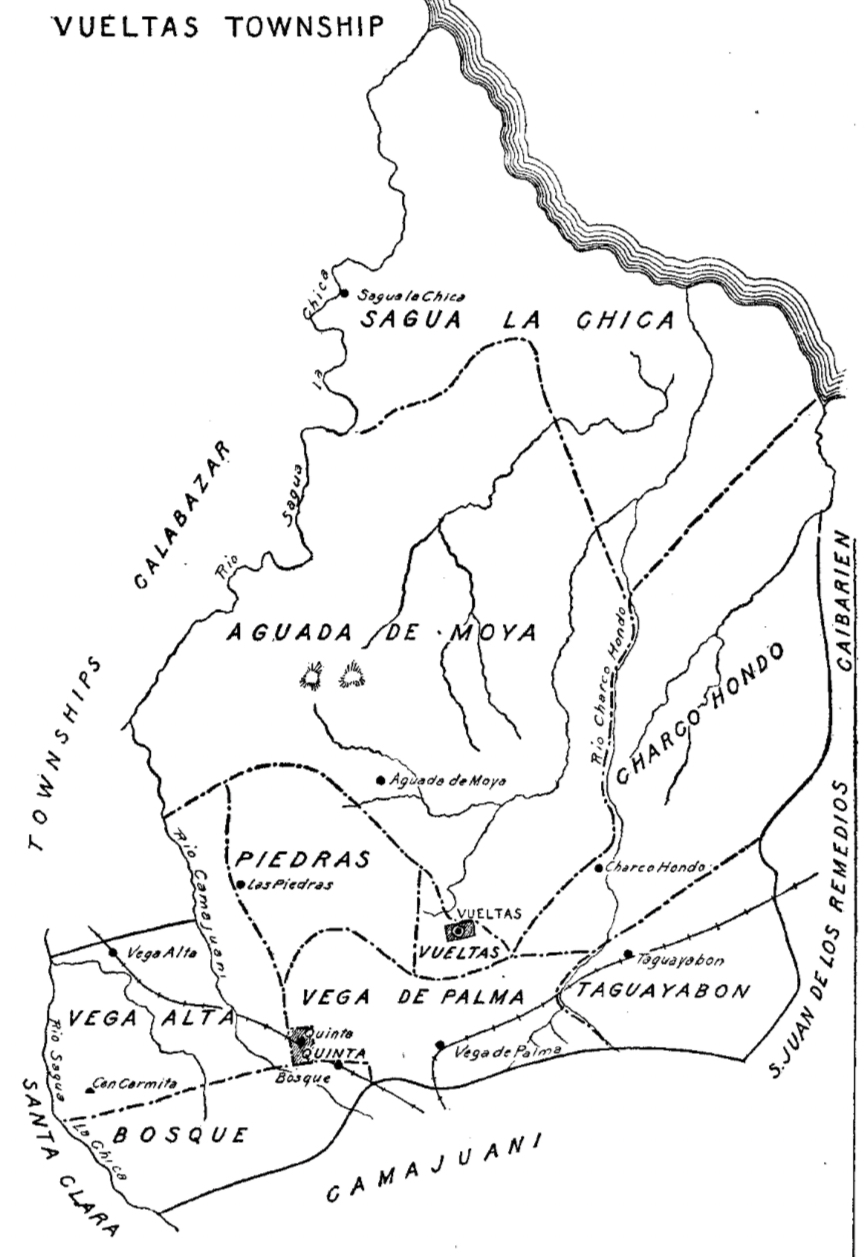
Mapa de Barrios de Vueltas en 1909

Hasta el año 1976, La Quinta formó parte del Municipio de San Antonio de las Vueltas . 

## Educación
La Quinta tiene una escuela, que es: 
- Primaria Andrés Cuevas

## Economía
Según el DMPF  Departamento de control de la Dirección Municipal de Planificación de Camajuaní, La Quinta es un asentamiento vinculado a fuentes de empleo o desarrollo económico. 
La Empresa Provincial de Tabaco La Estrella tiene lota en La Quinta, Camajuaní, Aguada de Moya, San Antonio de las Vueltas y Taguayabón, todo son pueblo del municipio. 
Sus tierras se dedican a la agricultura y la ganadería, las mismas son aprovechadas en el cultivo de ajo, cebolla, arroz, frijoles, maíz, maní, viandas y tabaco, estos a su vez son regados con el agua del río de Camajuaní, El arroyo “La Campana” y la presa La Quinta.
La comunidad cuenta con los siguientes centros de producción:
Una Cooperativa de Producción Agropecuaria (CPA)
Dos granjas avícolas (la UEB "Ricardo López-Castro Mora" y la UEB "El Bosque")
Una fábrica de torcido de tabaco y una escogida de tabaco.
Posee dos bodegas, dos unidades gastronómicas, un terreno de béisbol, dos salas de TV. Tiene a su vez un parque y un Círculo Social para el disfrute de sus habitantes. 

## Sitios de interés
En La Quinta, Taguayabón, San Antonio de las Vueltas y Vega de Palma existen un total de 13 plazas del Establecimienmaní, tos de Recaudación Municipal.
La Quinta cuenta con varios sitios de interés fundamentalmente históricos como la casa de Ricardo López-Castro Mora, mártir de nuestra localidad; el alto de Julio Abreu (el cual fue convertido en escuela después de la nacionalización de 1959), un fortín de guerra, la casa de los Veras (la primera en la Quinta). 
Cuenta en sus alrededores con la Toma de Agua de la Presa, La Poceta, las lomas del Guanche y la cueva de los Cajetas en Ibarra. 